# Schaats- en Racketcentrum Breda
Schaats- en Racketcentrum Breda is een verzameling sportgebouwen en -terreinen in Breda. Onderdeel is een moderne 400 meter-schaatsbaan, geopend in 2001.
De Schaatsbaan en het Racketcentrum zijn gelegen in Breda Noord in de wijk Wisselaar aan de Terheijdenseweg op sportboulevard De Wisselaar.

## IJsbaan
De ijsbaan is voor driekwart overdekt en heeft in het gebied omsloten door de 400 meterbaan, dus op het middenterrein, ook een 60×30-meterbaan.
De schaatsbaan heeft ervoor gezorgd dat de drukte op de ijsbaan De Uithof in Den Haag is afgenomen. Jaarlijks trekt het complex in Breda tussen de 200.000 en 250.000 bezoekers.
Een bekende vereniging die actief is op de schaatsbaan is onder meer IJssportvereniging Alblasserwaard.

### Baanrecords
| Afstand         | Schaatser          | Land | Tijd     | Datum         |
| --------------- | ------------------ | ---- | -------- | ------------- |
| 100 m           | Dai Dai Ntab       | NED  | 09,73    | 25-02-2017    |
| 500 m           | Dai Dai Ntab       | NED  | 35,33    | 25-02-2017    |
| 1000 m          | Pim Schipper       | NED  | 1.11,05  | 28-02-2016    |
| 1500 m          | Thomas Krol        | NED  | 1.48,90  | 03-03-2018    |
| 3000 m          | Wouter Mesker      | NED  | 3.59,36  | 29-11-2009    |
| 5000 m          | Erik Jan Kooiman   | NED  | 6.33,38  | 28-02-2016    |
| 10.000 m        | Frank Hermans      | NED  | 13.52,13 | 11-03-2012    |
| 2×500 m         | Lucas van Alphen   | NED  | 73,630   | 09-03-2012    |
| Sprintvierkamp  | Bob Beijen         | NED  | 150,915  | 18/19-01-2014 |
| Minivierkamp    | Kai Verbij         | NED  | 155,744  | 04/05-12-2010 |
| Kleine vierkamp | Gijsbert Nieuwkoop | NED  | 162,874  | 03/04-03-2012 |

| Afstand        | Schaatsster           | Land | Tijd     | Datum         |
| -------------- | --------------------- | ---- | -------- | ------------- |
| 100 m          | Floor van den Brandt  | NED  | 10,54    | 14-03-2014    |
| 500 m          | Karolína Erbanová     | CZE  | 39,09    | 31-01-2015    |
| 1000 m         | Karolína Erbanová     | CZE  | 1.18,30  | 31-01-2015    |
| 1500 m         | Jorien Voorhuis       | NED  | 2.01,97  | 27-02-2016    |
| 3000 m         | Yvonne Nauta          | NED  | 4.14,88  | 28-02-2016    |
| 5000 m         | Yvonne Nauta          | NED  | 7.21,72  | 11-03-2012    |
| 10.000 m       | Imke Vormeer          | NED  | 15.42,13 | 13-03-2016    |
| 2×500 m        | Janine Smit           | NED  | 79,470   | 09-03-2012    |
| Sprintvierkamp | Esmeralda Nieuwendorp | NED  | 165,185  | 05/06-12-2009 |
| Minivierkamp   | Roxanne van Hemert    | NED  | 165,311  | 27/28-02-2016 |

## Racketcentrum

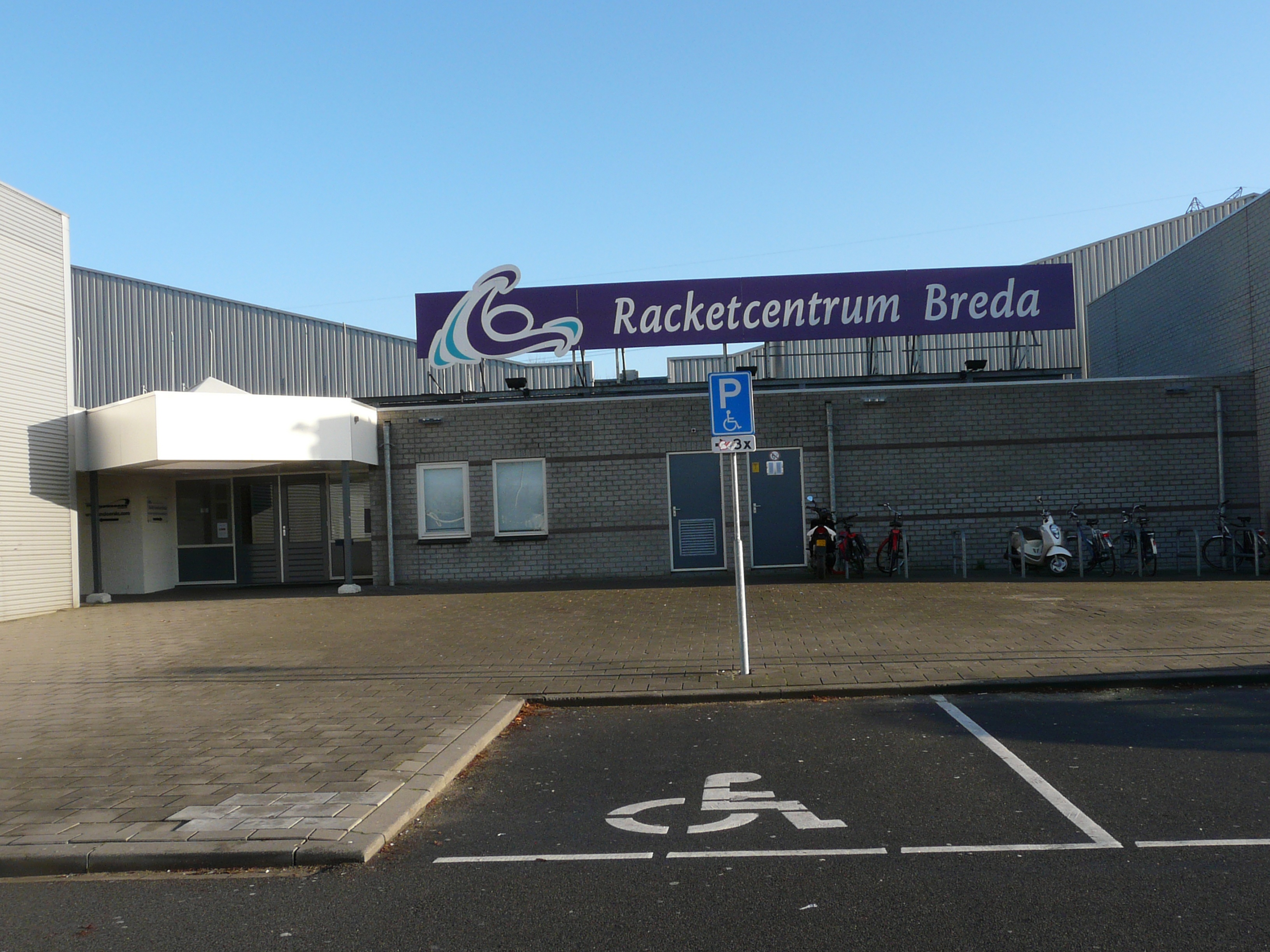
Racketcentrum

Het Racketcentrum voor onder andere tennis en badminton bestaat uit:
- 4 tapijttennisbanen
- 4 descoltennisbanen (met 8 badmintonvelden)
- multifunctionele sporthal met 16 badmintonvelden, 5 volleybalvelden, een zaalvoetbalveld, 6 bowlsmatten en korfbal- en basketbalmogelijkheden
- Ook beschikt het racketcentrum over een indoor soccer hal. 4 indoor soccer velden.